# Turquant
Turquant település Franciaországban, Maine-et-Loire megyében. Lakosainak száma 569 fő (2022. január 1.). Turquant Fontevraud-l’Abbaye, Montsoreau, Parnay és Varennes-sur-Loire községekkel határos.

## Népesség
A település népessége az elmúlt években az alábbi módon változott:
| Lakosok száma | 475  | 412  | 403  | 516  | 584  | 593  | 576  | 571  | 572  | 569  |
|               | 1968 | 1982 | 1990 | 2006 | 2013 | 2015 | 2017 | 2019 | 2020 | 2022 |